# Francisco Javier Pulgar (municipalité)
Pour les articles homonymes, voir Pulgar.
Francisco Javier Pulgar est l'une des 21 municipalités de l'État de Zulia au Venezuela. Son chef-lieu est Pueblo Nuevo-El Chivo, également capitale de la paroisse civile de Simón Rodríguez. En 2011, la population s'élève à 33 942 habitants.

## Géographie

### Subdivisions
La municipalité est constituée de quatre paroisses civiles avec chacune à sa tête une capitale (entre parenthèses) :
- Agustín Codazzi (La Ceibita) ;
- Carlos Quevedo (Cuatro Esquinas) ;
- Francisco Javier Pulgar (Los Naranjos) ;
- Simón Rodríguez (Pueblo Nuevo-El Chivo, chef-lieu de la municipalité).

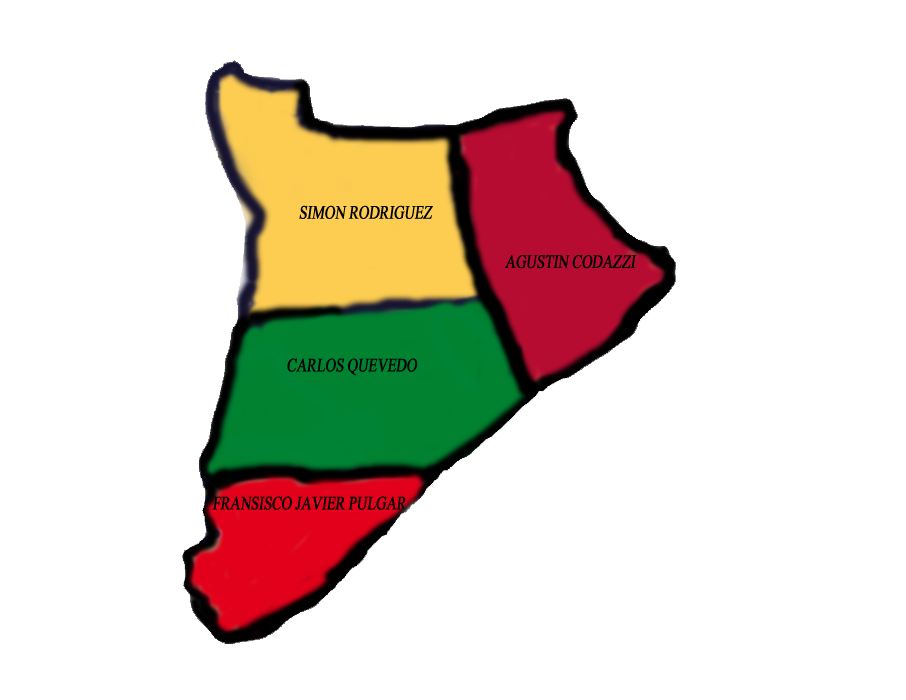
Carte des paroisses civiles de la municipalité.